# Алфавіт Бен-Сири
Алфавіт Бен-Сири (євр., вавил., арам. : אלפא-ביתא דבן סירא, романізована: Alpā-Bethā də-Ben Sirā, скор. А.-Б. д. Сира) - літературна пам'ятка єврейського народу; анонімний текст Середньовіччя, написаний у мусульманській країні між 700 і 1000 роками, чиє авторство приписувалося Бен-Сираху, творцю «Книги премудрості Ісуса, сина Сираха». Це компіляція двох списків прислів’їв - 22 на єврейській вавилонській арамейській мові та 22 на середньовічній івриті. Обидва списки організовані як алфавітні акровірші, а кожне прислів'я супроводжується коментарем.
Існує думка, що текст може мати сатиричний характер, але це висміювання було відкинуто деякими дослідниками, наприклад, Луїсом Гінзбергом, на відмінну від твердження Адольфа Нойбауера та Авраама Епштейна, що вважали про сатиричний характер тексту. Текст був перекладений на різні мови, включаючи латинську, ідиш, іудейсько-іспанську, французьку та німецьку. З художнього погляду історії цієї збірки — найкращі зразки жанру розповіді у середньовічній єврейській літературі. Текст зберігся у двох примірниках, один із яких, у Британській бібліотеці, є повним, а другий, в оксфордській Бодліанській бібліотеці, містить лакуни. Критичне видання під заголовком סיפורי בן סירא בימי הביניים був опублікований Елі Ясіфом у 1984 році.